# Aalbaach, Wormeldange
Aalbaach är ett vattendrag i Luxemburg. Det flyter genom den östra delen av landet och mynningen är belägen 20 kilometer öst om staden Luxemburg. Aalbaach är cirka 4,5 kilometer lång och höjdskillnaden mellan källan och mynningen är 123 meter. Vattendraget har sitt utlopp vid orten Wormeldange i floden Mosel.